# Надежда Болгарская
Надежда Болгарская (болг. Надежда Българска), полное имя Надежда Клементина Мария Пия Мажелла Болгарская (болг. Надежда Клементина Мария Пия Мажелла Българска; 30 января 1899, София, царство Болгария — 15 февраля 1958, Штутгарт, Баден-Вюртемберг, ФРГ) — принцесса из дома Саксен-Кобург-Гота, урождённая принцесса Болгарская; в замужестве — герцогиня Вюртембергская.

## Биография

### Происхождение
Принцесса Надежда родилась в Софии 30 января 1899 года. Она была младшей дочерью Фердинанда I, царя Болгарии и его первой супруги, принцессы Марии Луизы Бурбон-Пармской, которая умерла сразу после её рождения. Вместе со старшей сестрой, принцессой Евдокией, принцесса Надежда получила образование под руководством мачехи, принцессы Элеоноры Рейсс-Кёстрицкой.

### Брак и потомство
В Бад-Мергентхайме в Германии 24 января 1924 года принцесса Надежда сочеталась браком с герцогом Альбрехтом Евгением Вюртембергским (8.01.1895 — 24.06.1954) вторым сыном герцога Альбрехта Вюртембергского. В этом браке родились пятеро детей.
- герцог Фердинанд Евгений Вюртембергский (3 апреля 1925 — 3 ноября 2020), женат не был, бездетен;
- герцогиня Маргарита Луиза Вюртембергская (25 ноября 1928 — 10 июня 2017), в 1970 году сочеталась браком с Франсуа де Люс Шевиньи (1923 – 2022), общих детей не было, однако у неё был сын от предыдущих отношений с Робин де ла Ланн-Миррлис (1925–2012);
- герцог Евгений Эберхард Вюртембергский (2 ноября 1930 — 26 июля 2022), в 1962 году сочетался браком с эрцгерцогиней Александрой Австрийской (род. 1935), дочерью Илеаны Румынской и Антона Австрийского, брак распался в 1972 году;
- герцог Александр Евгений Вюртембергский (5 марта 1933 — 18 февраля 2024), женат не был, бездетен;
- герцогиня София Вюртембергская (род. 16 февраля 1937), в 1969 году сочеталась браком с Антонио Мануэлем Рохо де Рамос-Бандейра (1937 — 1987), брак бездетен и распался в 1974 году, директор дома высокой моды Nina Ricci.

Принцесса Надежда умерла в Штутгарте 15 февраля 1958 года. Она была похоронена в замке Альтхаузен.